# Нова Буда (Гомельський район)
Нова Буда (біл. Новая Буда) — село в Приборській сільській раді Гомельського району Гомельської області Республіки Білорусь.

## Географія

### Розташування
За 2 км від залізничної станції Прибор і за 1 км від станції Сади (на лінії Калинковичі — Гомель), 10 км на захід від Гомеля. На заході межує з лісом.

## Гідрографія
На річці Уза (притока річки Сож).

## Транспортна мережа
Транспортні зв'язки степовою, потім автомобільною дорогою Калинковичі — Гомель. Планування складається з двох майже паралельних між собою з'єднаних двома провулками вулиць, орієнтованих з південного сходу на північний захід. Забудована двосторонньо дерев'яними будинками садибного типу.

## Історія

### Археологічні розкопки
Виявлений археологами курганний могильник кінця X — початку XII століття (близько 30 насипів, 2 км на схід від села) свідчить про заселення цих місць з давніх-давен.

### Велике князівство Литовське
За письмовими джерелами відома з XVIII століття як село у Речицькому повіті Мінського воєводства Великого князівства Литовського.

### Російська імперія
Після першого поділу Речі Посполитої (1772) у складі Російської імперії. У 1798 році у володінні фельдмаршала, графа Петра Рум'янцева-Задунайського, у складі Новиковської економії Гомельського маєтку. У 1834 році у володінні фельдмаршала, князя Івана Паскевича. Відповідно до перепису 1897 року розташовувався хлібний магазин. У 1909 році 322 десятини землі, у Дятловицькій волості Гомельського повіту Могильовської губернії.

### СРСР
1926 року в Приборській сільській раді. У 1930 році організовано колгосп «Красный строитель», працювала кузня. Під час німецько-радянської війни 25 мешканців загинули на фронті. 1959 року у складі господарства СПТУ-185. Є магазин, клуб.

### Республіка Білорусь
У 2014 році Новобудський сільський клуб було викуплено та перебудовано до церкви.

## Населення

### Чисельність
- 2009 — 277 мешканців.